# محمد عمران (قارئ)
صفحة تضم اجمل إبداعات الشيخ محمد عمران رحمه الله محمد أحمد عمران (15 أكتوبر 1944 - 6 أكتوبر 1994) قارئ قرآن ومنشد ديني مصري، من مواليد مدينة طهطا بمحافظة سوهاج.

## سيرته الذاتية
أتم الشيخ محمد عمران حفظ القرآن الكريم في سن العاشرة على يد الشيخ عبد الرحيم المصري وكان الشيخ محمد عمران في طفولته يحب اللعب وكان ياتي الي داره الشيخ عبد الرحيم والمصري ويقول له اتريد ان تهرب لتلعب وأنت الذي سادخل بك الجنه ثم جوده على يد الشيخ محمود جنوط في مدينة طما. حضر إلى القاهرة قبل أن يتمم عامه الثاني عشر والتحق بمعهد القراءات بطنطا ثم التحق بمعهد المكفوفين للموسيقى، حيث تعلم أصول القراءات والإنشاد وعلم النغم والمقامات الموسيقية وفن الإنشاد الديني على يد سيد موسى الكبير.وحصل علي الثانويه الأزهرية وكان يحب القراءة والاطلاع وبحثًا عن لقمة العيش، عمل الشيخ عمران في شركة حلوان للمسبوكات، فجعلته قارئًا للقران الكريم بمسجدها الكائن بموقع الشركة، وذاع صيته وانتشرت شهرته بين العمال. فتقدم بعد ذلك لاختبار الإذاعة المصرية في بداية السبعينيات، وتم اعتماده مبتهلًا بعد نجاحه المتفوق والمتميز في امتحان الأداء، وقد لحن له محمد عبد الوهاب وسيد مكاوي وحلمي أمين.
انشد وشارك في الغناء للعديد من البرامج الدينية الغنائية وفي الاحتفالات بالمولد النبوي وآل البيت والأمسيات والمناسبات التي أقيمت بدار الأوبرا المصرية. سجل في الإذاعة عددًا كبيرًا من الأناشيد والابتهالات منها أسماء الله الحسنى وادركنا يا الله مع الشيخ سعيد حافظ وعمل بعض التترات للمسلسلات دينيه وسجل أيضا دعاء الصالحين وابتهالات أخرى عدة. ووافته المنية في 6 أكتوبر 1994.